# Djedkare Shemai
Djedkare Shemai có thể là một pharaon Ai Cập của vương triều thứ Tám thuộc thời kỳ Chuyển tiếp thứ nhất. Tên của ông chỉ được chứng thực trong bản danh sách vua Abydos, không có văn kiện cùng thời hoặc công trình nào có tên của ông được tìm thấy